# Michael King (Historiker)
Michael King OBE (* 15. Dezember 1945; † 30. März 2004 bei Maramarua, Neuseeland) war ein neuseeländischer Historiker und Autor.

## Leben
Nach seiner Schulzeit am Sacred Heart College in Auckland und am St. Patrick's College in Silverstream studierte King Geschichte an der Victoria University of Wellington, wo er 1967 einen Bachelor in Geschichte erreichte. 1968 gelang ihm der Master in Geschichte an der University of Waikato. Danach arbeitete King als Journalist an der Zeitung Waikato Times in Hamilton. 1978 schaffte er den Ph.D. in Geschichte an der University of Waikato.
King beschäftigte sich in seinen Arbeiten mit der Geschichte und Kultur der Māori in Neuseeland. Er veröffentlichte unter anderem zum Thema Māori die Werke Being Pakeha (1985), Moiori (1989) und The Penguin History of New Zealand (2003). Des Weiteren schrieb er als Autor Biografien zu Te Puea Herangi, Whina Cooper, Frank Sargeson (1995) und Janet Frame (2000).
Nach dem Scheitern seiner ersten Ehe heiratete King Maria Jungowska.
2004 verstarb King gemeinsam mit seiner Frau bei einem Autounfall in der Nähe von Maramarua (im Norden von Waikato).

## Werke (Auswahl)
- Moko: Maori Tattooing in the 20th Century (1972); Fotografien von Marti Friedlander. Neuauflage: Bateman, Auckland, Neuseeland 1992, ISBN 1-86953-088-8.
- Make it news: how to approach the media (1974)
- Face value: a study in Maori portraiture (1975)
- Te Ao hurihuri: Aspects of Maoritanga  (1975)
- Te Puea: a biography (1977)
- Tihe mauri ora: Aspects of Maoritanga (1978)
- New Zealand: Its Land and Its People (1979)
- The Collector: A Biography of Andreas Reischek (1981)
- Being Maori – John Rangihau (1981)
- New Zealanders at War (1981)
- A place to stand: a history of Turangawaewae Marae (1981)
- G.F. von Tempsky, artist and adventurer (gemeinschaftlich mit Rose Young) (1981)
- New Zealand in colour (1982)
- Maori: A Photographic and Social History (1983)
- Whina: A Biography of Whina Cooper (1983)
- Te Puea Herangi: from darkness to light (1984)
- Being Pakeha: An Encounter with New Zealand and the Maori Renaissance (1985)
- Auckland (with Eric Taylor) (1985)
- Kawe korero: A guide to reporting Maori activities (1985)
- Death of the Rainbow Warrior (1986)
- New Zealand (1987)
- After the War: New Zealand since 1945 (1988)
- One of the boys?: changing views of masculinity in New Zealand (1988)
- Apirana Ngata: e tipu e rea (1988)
- Moriori: A People Rediscovered (1989)
- A Land Apart: The Chatham Islands of New Zealand (1990)
- Pakeha: The quest for identity in New Zealand (1991)
- Hidden Places: A Memoir in Journalism (1992)
- Coromandel (1993)
- Frank Sargeson: A Life (1995)
- God's Farthest Outpost: A History of Catholics in New Zealand (1997)
- Nga iwi o te motu: One thousand years of Maori history (1997)
- Being Pakeha Now: reflections and recollections of a white native (1999)
- Wrestling with the Angel: A Life of Janet Frame (2000)
- Tomorrow comes the song: A Life of Peter Fraser (gemeinschaftlich mit Michael Bassett) (2000)
- Tread Softly For You Tread On My Life: new & collected writings (2001)
- An Inward Sun: The World of Janet Frame (2002)
- At the Edge of Memory: A family story (2002)
- Penguin History of New Zealand (2003)

## Preise und Auszeichnungen (Auswahl)
- 2004: Montana NZ Book Awards der Leser
- 2003: Prime Minister’s Awards for Literary Achievement, Kategorie „Nonfiction“
- 1998/1999: Burns Fellow an der University of Otago
- 1988: Fulbright Visiting Writer's Fellowship
- 1988: Order of the British Empire
- 1987 und 1989: NZ Literary Fund Award
- 1984 und 1990: Wattie Book Of The Year Award
- 1980: Feltex Television Writers' Award
- 1980: Winston Churchill Fellowship
- 1978: NZ Book Award